# Amulree

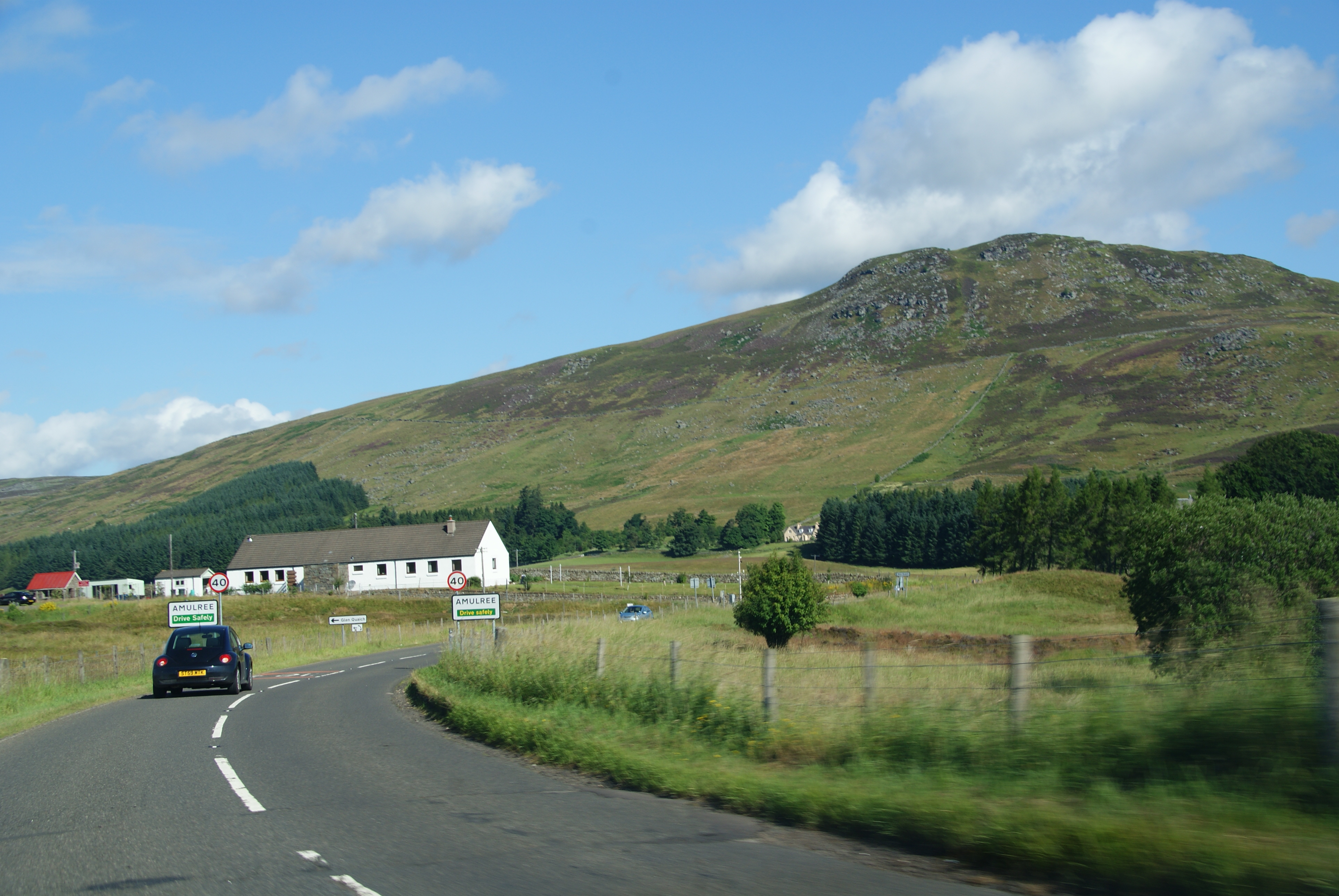
Ortseinfahrt von Amulree

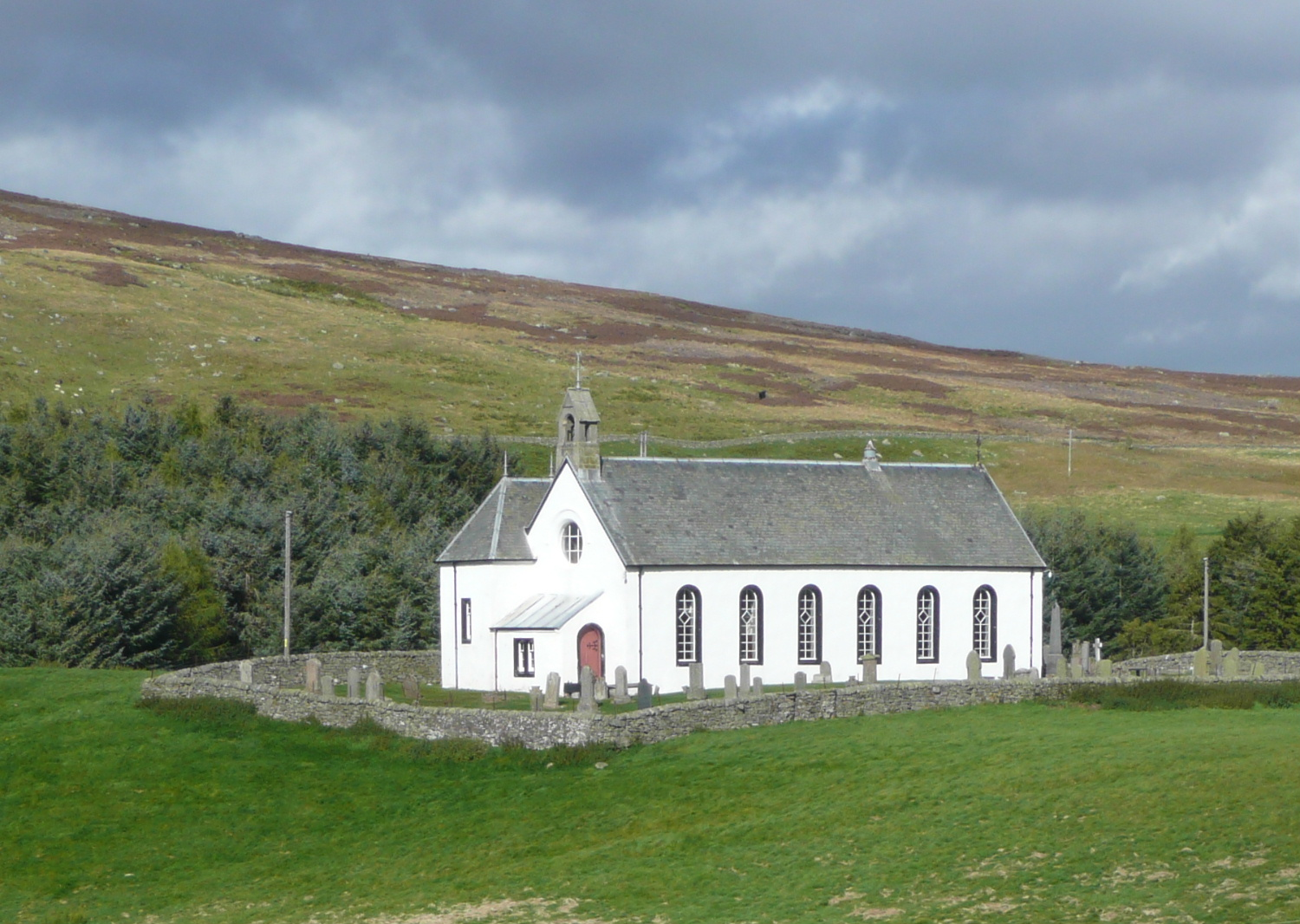
Kirche in Amulree

Amulree ist eine kleine Ortschaft, die im Norden von Schottland zwischen Inverness im Norden und Perth im Südosten in der Council Area Perth and Kinross liegt. Im Rahmen der historischen Gliederung Schottlands in Civil Parishes zählt es zu Dull, das zu Perthshire gehörte.

## Geographie
Amulree liegt in einer dünn besiedelten Gegend am südlichen, rechten Ufer des Flusses Braan. Südöstlich des Ortes fließt von Süden der Bach Girron Burn, der in den Fluss mündet.

## Historisches
Durch den Ort führte eine Militärstraße, die im Rahmen der Erschließung des Nordens Schottlands durch General Wade errichtet wurde. Bei dieser hier handelte es sich um eine Verbindung zwischen Crieff und Aberfeldy. Hierfür wurde mit der Amulree Bridge, vermutlich zwischen 1725 und 1740, eine Brücke erbaut, die den Braan überquerte. Sie ist seit 1981 als Listed Building der Kategorie C ausgewiesen und steht somit unter Denkmalschutz.
Ebenfalls unter Denkmalschutz, seit 1991 und in der Kategorie B, steht die Amulree and Strathbraan Parish Church im Südwesten des Ortes.